# The Whispers
The Whispers – amerykański serial telewizyjny (dramat, thriller) z elementami sci- Fiction, wyprodukowany przez Amblin Entertainment oraz ABC Studios. Serial jest adaptacją książki „Godzina zero” autorstwa Raya Bradbury’ego z 1951 roku. Scenariusz został napisany przez Soo Hugh. Producentem wykonawczym jest Steven Spielberg. Serial był emitowany od 1 czerwca 2015 roku do 31 sierpnia 2015 roku przez ABC.
19 października 2015 roku, stacja ABC anulowała serial po jednym sezonie.

## Fabuła
Serial opowiada o grupie różnych dzieci mieszkających w Waszyngtonie, które nawiedza wyimaginowany przyjaciel Drill, obcy z innej planety. Dorośli nie widzą go, ale on zmusza ich dzieci do zabawy, która okazuje się bardzo niebezpieczna.

## Obsada
- Lily Rabe jako Claire Bennigan[3]
- Barry Sloane jako  Wes Lawrence[4]
- Milo Ventimiglia jako John Doe/Sean Bennigan[4]
- Derek Webster jako  Jessup Rollins

- Kylie Rogers jako  Minx Lawrence
- Kyle Harrison Breitkopf jako  Henry Bennigan[5]
- Kristen Connolly jako  Lena Lawrence, żona Wesa[6]

## Role drugoplanowe
- Catalina Denis jako dr Maria Benavidez[5]
- Autumn Reeser jako  Amanda Weil
- Kayden Magnuson jako  Cassandra Winters

## Gościnne występy
- David Andrews jako Fommer, Sekretarz Obrony USA[7]
- Dee Wallace[8]

## Odcinki
| Sezon | Sezon | Odcinki | Oryginalna emisja | Oryginalna emisja | Oryginalna emisja | Oryginalna emisja | Oryginalna emisja |
| Sezon | Sezon | Odcinki | Premiera sezonu   | Finał sezonu      | Premiera sezonu   | Finał sezonu      |                   |
| ----- | ----- | ------- | ----------------- | ----------------- | ----------------- | ----------------- | ----------------- |
|       | 1     | 13      | 1 czerwca 2014    | 31 sierpnia 2015  | brak danych       | brak danych       |                   |

### Sezon 1 (2015)
| #  | Tytuł                 | Reżyseria         | Scenariusz                           | Premiera         | Premiera |
| -- | --------------------- | ----------------- | ------------------------------------ | ---------------- | -------- |
| 1  | X Marks the Spot      | Mark Romanek      | Soo Hugh                             | 1 czerwca 2015   |          |
| 2  | Hide & Seek           | Charles Beeson    | Soo Hugh                             | 8 czerwca 2015   |          |
| 3  | Collision             | Charles Beeson    | Dean Widenmann                       | 15 czerwca 2015  |          |
| 4  | Meltdown              | Guillermo Navarro | Zack Estrin                          | 22 czerwca 2015  |          |
| 5  | What Lies Beneath     | Matt Earl Beesley | Holly Harold                         | 29 czerwca 2015  |          |
| 6  | The Archer            | PJ Pesce          | Alison Tatlock                       | 6 lipca 2015     |          |
| 7  | Whatever It Takes     | Holly Dale        | Michael Russell Gunn                 | 13 lipca 2015    |          |
| 8  | A Hollow Man          | Ken Fink          | Daniel C. Connolly                   | 20 lipca 2015    |          |
| 9  | Broken Child          | Brad Turner       | Ubah Mohamed                         | 3 sierpnia 2015  |          |
| 10 | Darkest Fears         | Ed Ornelas        | Holly Harold, Dean Widenmann         | 10 sierpnia 2015 |          |
| 11 | Homesick              | Ken Fink          | Alison Tatlock, Michael Russell Gunn | 17 sierpnia 2015 |          |
| 12 | Traveller in the Dark | PJ Pesce          | Soo Hugh, Daniel C. Connolly         | 24 sierpnia 2015 |          |
| 13 | Game Over             | Charles Beeson    | Zack Estrin, Ubah Mohamed            | 31 sierpnia 2015 |          |

## Produkcja
9 maja 2014 roku, ABC zamówiła serial na sezon telewizyjny 2014/15, którego emisja jest zaplanowana na midseason.